# Cucuruzu
Cucuruzu – wieś w Rumunii, w okręgu Giurgiu, w gminie Răsuceni. W 2011 roku liczyła 1031 mieszkańców.